# お笑い頭の体操
『お笑い頭の体操』（おわらいあたまのたいそう）は、1968年2月3日から1975年12月27日までTBS系列局ほかで放送されていたTBS製作の大喜利番組である。ロート製薬の一社提供。全414回。放送時間は毎週土曜 19:30 - 20:00 （JST）。

## 概要
毎回「創造力テスト」や「定義付けテスト」などのさまざまな「テスト」に解答者たちが挑戦するという内容。オープニングでは、解答者たちが穴の開いたパネルから顔を出し、各回のテーマに沿う小咄または司会の大橋巨泉との掛け合いをする「オープニングテスト」が行われていた。「名解答者」とされたメンバーにはテスト終了時に「ビッツラプレゼント」というご褒美が贈られ、5代目月の家円鏡（後の8代目橘家圓蔵）がそれをお題にしたなぞかけを毎週披露していた。
当初はTBS旧局舎内のスタジオで公開収録を行っていたが、後期には赤坂メディアビル内のTBSホールでの公開収録になった。スタジオセットや例題のイラストには、『ほのぼの君』で知られる佃公彦の作品が使われていた。番組タイトルは、当時話題となっていた多湖輝のベストセラー『頭の体操』からの借用。
当番組は、当初は白黒放送だったが、1970年1月3日放送回からカラー放送となっている。
1998年12月30日に同系列局で放送された『テレビのちから』の「とっておき映像永久保存版 20世紀名番組ベスト200」によれば、最高視聴率は1971年4月3日放送分の30.9%と高い人気を誇っていたが、1975年ごろには裏番組だった『欽ちゃんのドンとやってみよう!』（フジテレビ、19:30 - 20:54）の人気上昇の影響で陰りが見えはじめ、末期には視聴率も10%を保つのがやっと、一桁に下がることもしばしばとなっていた。ロート製薬や電通サイドからてこ入れの話が出始めたころに巨泉が「てこ入れなら俺は辞める」「新番組を作ろう。新番組ならやる」と宣言したために番組は終了することになった。そして巨泉自身が企画して誕生した後番組が『クイズダービー』である。なお、巨泉は番組終了の理由として「番組には寿命が来ており、てこ入れを行ったとしても2 - 3年で打ち切られる。視聴率が取れるうちに、新番組をやるつもりだった」と後年回想している。

## 出演者

### 司会
- 大橋巨泉 - 1967年12月まで同じ時間帯に放送されていたドラマ2作（『窓からコンチワ』と『こりゃまた結構』）にも出演していた。

### 解答者
- 月の家円鏡 - レギュラー解答者。
- フランキー堺
- 前田武彦
- アントニオ古賀
- 大辻伺郎
- 左とん平
- 佐良直美
- はしだのりひこ
- ビーバー（女性タレント）
- いかりや長介（ザ・ドリフターズ）
- 高島忠夫
- 黒柳徹子
- 荒木一郎
- 山本直純
- キャンディーズ
- 湯原昌幸 - 最終回のゲスト解答者。
- 松岡きっこ - 最終回のゲスト解答者。
- ほか

### その他の出演者
- 杉本エマ - 初代アシスタント。
- 松岡まり子 - アシスタント（時期不明）。
- 宮岡茂子 - ロート製薬の生CM担当。
- 横森良造（アコーディオン奏者） - 替え歌コーナーに出演。ダウン・タウン・ブギウギ・バンドの「港のヨーコ・ヨコハマ・ヨコスカ」を替え歌コーナーのテーマにした際にはツナギにサングラス姿で登場し、電子アコーディオンで伴奏をしていた。
- 和田アキ子－出演当時アイドル歌手であった和田アキ子氏は「世の中は、清むと濁るの違いにて」のお題に、今で言う放送事故レベルの下ネタ回答を行い、それを契機にコメディー系の仕事が増えて行った。「○○○は一つ、人口一億」。

## スタッフ
- プロデューサー：居作昌果
- 演出：岡庭昇、新出昭男、広瀬正彦、原田忠幸、紅林典子、原進、河原純子
- 構成：景山民夫、章田宙谷、つかさけんじ、堀英伸、諏訪英一、石川雄一郎、氷川真、菅谷健一
- 音楽：山本直純

## ネット局
系列は放送当時のもの。
| 放送対象地域   | 放送局       | 系列                      | ネット形態                                          | 備考                                           |                                          |
| -------------- | ------------ | ------------------------- | --------------------------------------------------- | ---------------------------------------------- | ---------------------------------------- |
| 関東広域圏     | 東京放送     | TBS系列                   | 製作局                                              | 現・TBSテレビ                                  |                                          |
| 北海道         | 北海道放送   | TBS系列                   | 同時ネット                                          |                                                |                                          |
| 青森県         | 青森テレビ   | TBS系列                   | 同時ネット                                          | 1975年3月まではNETテレビ系列とのクロスネット局 |                                          |
| 岩手県         | 岩手放送     | TBS系列                   | 同時ネット                                          | 現・IBC岩手放送                                |                                          |
| 宮城県         | 東北放送     | TBS系列                   | 同時ネット                                          |                                                |                                          |
| 福島県         | 福島テレビ   | TBS系列 フジテレビ系列    | 同時ネット                                          |                                                |                                          |
| 新潟県         | 新潟放送     | TBS系列                   | 同時ネット                                          | [ 3 ]                                          |                                          |
| 長野県         | 信越放送     | TBS系列                   | 同時ネット                                          | TBS系列                                        |                                          |
| 山梨県         | テレビ山梨   | 1970年4月の開局時から放送 | 同時ネット                                          | TBS系列                                        |                                          |
| 静岡県         | 静岡放送     |                           | 同時ネット                                          | TBS系列                                        |                                          |
| 石川県         | 北陸放送     | [ 3 ]                     | 同時ネット                                          | TBS系列                                        |                                          |
| 中京広域圏     | 中部日本放送 | 現・CBCテレビ             | 同時ネット                                          | TBS系列                                        |                                          |
| 近畿広域圏     | 朝日放送     | 遅れネット                | 同時ネット                                          | TBS系列                                        | 現・朝日放送テレビ 1975年3月25日まで放送 |
| 近畿広域圏     | 毎日放送     | 同時ネット                | 1975年4月5日から放送 腸捻転の解消に伴う移行         | TBS系列                                        |                                          |
| 鳥取県・島根県 | 山陰放送     | 同時ネット                | 1972年9月の山陰相互乗り入れまでは島根県でのみの放送 | TBS系列                                        |                                          |
| 岡山県         | 山陽放送     | 同時ネット                | 現・RSK山陽放送 当時の放送対象地域は岡山県のみ      | TBS系列                                        |                                          |
| 広島県         | 中国放送     | 同時ネット                |                                                     |                                                |                                          |
| 山口県         | テレビ山口   | 同時ネット                | TBS系列 フジテレビ系列 NETテレビ系列                | 1970年4月の開局時から放送 1971年12月打ち切り   |                                          |
| 高知県         | テレビ高知   | 同時ネット                | TBS系列                                             | 1970年4月の開局時から放送                      |                                          |
| 福岡県         | RKB毎日放送  | 同時ネット                | TBS系列                                             |                                                |                                          |
| 長崎県         | 長崎放送     | 同時ネット                | TBS系列                                             |                                                |                                          |
| 熊本県         | 熊本放送     | 同時ネット                | TBS系列                                             |                                                |                                          |
| 大分県         | 大分放送     | 同時ネット                | TBS系列                                             |                                                |                                          |
| 宮崎県         | 宮崎放送     | 同時ネット                | TBS系列                                             |                                                |                                          |
| 鹿児島県       | 南日本放送   | 同時ネット                | TBS系列                                             |                                                |                                          |
| 沖縄県         | 琉球放送     | 同時ネット                | TBS系列                                             |                                                |                                          |

### 近畿地区でのネット状況について
近畿広域圏（以下、近畿地区）では、ほとんどの期間においては朝日放送で放送し、当時朝日放送は土曜19:30枠で自社製作ドラマ『部長刑事』を放送していたため、同局では火曜 19:30 - 20:00 （TBSなどでは『進め!ドリフターズ』などが放送されていた時間帯、因みに朝日放送ではTBSの火曜19:30枠で放送されていたレギュラー番組はネットチェンジが実施するまで土曜18:00枠に4日遅れで放送されていた）に3日遅れでロート製薬の一社提供によるスポンサードネットで放送されていた。当時同系列局の火曜19:30枠にはトクホン（当時鈴木日本堂）がネットワークスポンサーに付いていたが、基幹局の自主制作番組・遅れネット番組のローカル編成や民放が2 - 3局しかない県の他系列番組ネットなどへの配慮により、同枠放送番組を時差ネットとすることでローカルセールス枠とすることが可能な、フルネットの対象から外された時間帯であった。
その後、朝日放送と1975年3月までNETテレビ系列だった毎日放送がネットチェンジ（いわゆる腸捻転の解消）したのに伴い、近畿地区では同年4月5日から毎日放送で放送されるようになり、同時にTBSとの同時ネットへ移行した。これによって放送曜日が全ネット局一律になったため、番組冒頭の巨泉の挨拶に「土曜日が来ました」と曜日が入るようになった（ネットチェンジ前までは、曜日を言わない「巨泉のお笑い頭の体操の時間がやって参りました」で始まっていた）。
なお、朝日放送はネットチェンジの際に、TBSにおける1975年3月22日放送分（朝日放送では同年3月25日に放送）をもってネットを打ち切ったため、同年3月29日放送分は近畿地区では未放送となった。また、因みに朝日放送は、ロート製薬一社提供番組に関しては、NETテレビ系列に移行して直後に放送されたNETテレビ製作の『お笑い他流試合』については木曜19:30枠にて同時ネットで放送された。

## コミカライズ
放送開始から1年後の1969年には、講談社マガジンブックスから本作コミカライズ版（原案：中富尚志 / 絵・構成：峯たろう）の単行本が発売された。全1巻。